# Iresine papantlana
Iresine papantlana là loài thực vật có hoa thuộc họ Dền. Loài này được Loes. mô tả khoa học đầu tiên năm.